# Cucut drongo de les Moluques
El cucut drongo de les Moluques (Surniculus musschenbroeki) és una espècie d'ocell de la família dels cucúlids (Cuculidae) que habita els boscos de les illes de Sulawesi i Halmahera.